# Axel Williams
Axel Williams (3 dicembre 1983) è un calciatore francese nato a Tahiti, attaccante del Tefana.

## Carriera
Con il Tefana ha giocato 4 partite nella OFC Champions League 2010-2011 e 8 partite nell'edizione successiva.